# Jean-Jacques Flatters
Jean-Jacques Flatters (n. 6 noiembrie 1786, Krefeld, Germania – d. 19 august 1845, Paris, Franța) a fost un sculptor francez în stil neoclasicist. A fost tatăl locotenent-colonelului Paul Flatters⁠(d), care a condus o misiune tragică în Sahara în 1881.

## Viața

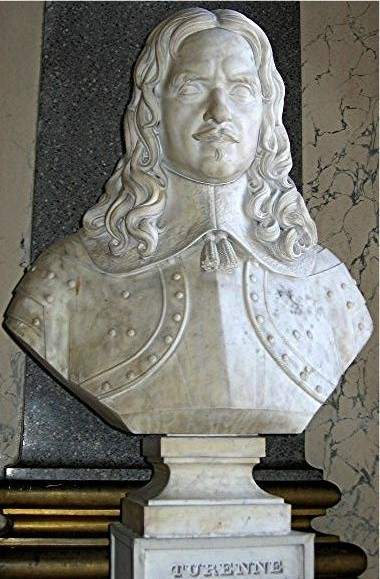
Bustul lui Turenne, de Jean-Jacques Flatters c. 1834

Jean Jacques Flatters s-a născut la 6 noiembrie 1786 în Krefeld, Westfalia. A venit din Westfalia la Paris pentru a studia sculptura și pictura. A fost elevul lui Jean-Antoine Houdon⁠(d) (1741–1828) și Jacques-Louis David (1748–1825). Flatters a început să expună la Salon⁠(d) în 1810. La 25 septembrie 1813 a câștigat premiul al doilea pentru sculptură la Prix de Rome. Jean-Jacques Flatters a servit în armata franceză din februarie până în iulie 1814 la sfârșitul Primului Imperiu Francez.
În timpul Restaurației franceze, Flatters și-a câștigat existența realizând busturi ale unor oameni celebri precum Goethe și Byron. A primit doar trei comenzi oficiale înainte de 1830: un bust în 1819 și încă două busturi în 1829. S-a păstrat o scrisoare din 9 noiembrie 1830 pe care Flatters i-a scris-o contelui de Montalivet, ministrul de interne. În ea, el afirmă că ministrul Perronnet [sic] îi promisese să creeze o statuie de marmură a Sfântului Ludovic, în timp ce sculptorul James Pradier⁠(d) urma să realizeze o statuie a lui Carol cel Mare,dar acum ambele sarcini fuseseră date lui Pradier. Flatters a descris numeroasele dificultăți pe care le-a întâmpinat în cariera sa și a făcut apel la ministru să-i facă dreptate. La 4 septembrie 1831, Flatters a primit o compensație de 5.000 de franci pentru pierderea comenzii.
În 1830, Flatters s-a căsătorit cu Emile-Dircée Lebon, fiica colonelului napoleonian Simon Lebon. Fiul lor a fost Paul Flatters⁠(d) (1832–81), viitorul explorator. Jean Jacques Flatters a murit la 19 august 1845 la Paris, la vârsta de 58 de ani. Un patron și prieten al familiei, baronul Isidore Taylor, a plătit pentru educația fiului său la Lycée de Laval din Laval, Mayenne.

## Lucrări
Printre statui se numără Hebe, Ganymede, Erigone, Satan (inspirat de Milton și expus la Salonul din 1827) și Jacques Delille⁠(d) la Clermont-Ferrand. A realizat multe busturi, printre care ale scriitorilor și artiștilor Byron, Goethe, Grétry⁠(d) și Talma⁠(d); actrițelor Marguerite Georges⁠(d) și Mlle Raucourt; celebrilor contemporani Foy, Manuel⁠(d), Laffitte⁠(d) și Ludovic al XVIII-lea al Franței (prezentat la Salonul din 1814); figurilor istorice Robert de Burgundia, Turenne și Piero Strozzi⁠(d), mareșalul Franței.